# 잠베지강
잠베지강(Zambezi River)은 아프리카에서 4번째로 긴 강이며, 아프리카로부터 인도양으로 흐르는 가장 큰 강이다. 유역의 면적은 1,390,000 km2이다. 2,574 km 길이의 잠베지강은 잠비아에 수원이 있으며 앙골라를 통과하여, 나미비아, 보츠와나, 잠비아, 짐바브웨의 국경을 따라 흐르다가 모잠비크를 지나 인도양과 만난다.
잠베지강의 가장 장관인 풍경은 세계에서 가장 큰, 아름다운 빅토리아 폭포이다. 다른 유명한 폭포는 잠비아와 앙골라 사이 국경에 차붐마 폭포(Chavuma Falls)와 서 잠비아 시오마 지역에 가까이 위치한 응곤에 폭포(Ngonye Falls)이다.